# نهر غليسان الجليدي
نهر غليسان الجليدي هو نهر جليدي يقع على المنحدر الشمالي الغربي لجبل هود، ولاية أوريغون، الولايات المتحدة.